# Pautaines-Augeville
Pautaines-Augeville és un antic municipi francès, situat al departament de l'Alt Marne i a la regió de Alsàcia - Xampanya-Ardenes - Lorena. L'any 2011 tenia 19 habitants. A partir de l'1 de gener de 2015, Pautaines-Augeville es fusiona amb Épizon.

## Demografia

### Població
El 2007 la població de fet de Pautaines-Augeville era de 24 persones. Hi havia 14 famílies de les quals 5 eren unipersonals (5 dones vivint soles i 5 dones vivint soles) i 9 parelles sense fills.
La població ha evolucionat segons el següent gràfic:
Habitants censats

### Habitatges
El 2007 hi havia 19 habitatges, 15 eren l'habitatge principal de la família, 3 eren segones residències i 1 estava desocupat. Tots els 19 habitatges eren cases. Tots els 15 habitatges principals que hi havia estaven ocupats pels seus propietaris; 2 tenien dues cambres, 2 en tenien tres, 3 en tenien quatre i 7 en tenien cinc o més. 13 habitatges disposaven pel capbaix d'una plaça de pàrquing. A 12 habitatges hi havia un automòbil i a 1 n'hi havia dos o més.

### Piràmide de població
La piràmide de població per edats i sexe el 2009 era:
| Homes | Edats   | Dones |
| ----- | ------- | ----- |
| 0     | 95 o +  | 0     |
| 0     | 90 a 94 | 0     |
| 0     | 85 a 89 | 0     |
| 0     | 80 a 84 | 0     |
| 0     | 75 a 79 | 0     |
| 0     | 70 a 74 | 4     |
| 0     | 65 a 69 | 4     |
| 0     | 60 a 64 | 0     |
| 0     | 55 a 59 | 4     |
| 0     | 50 a 54 | 0     |
| 0     | 45 a 49 | 0     |
| 4     | 40 a 44 | 4     |
| 0     | 35 a 39 | 0     |
| 0     | 30 a 34 | 0     |
| 0     | 25 a 29 | 0     |
| 0     | 20 a 24 | 0     |
| 0     | 15 a 19 | 0     |
| 4     | 10 a 14 | 0     |
| 0     | 5 a 9   | 0     |
| 0     | 0 a 4   | 0     |

## Economia
El 2007 la població en edat de treballar era de 9 persones, 4 eren actives i 5 eren inactives. Les 4 persones actives estaven ocupades(2 homes i 2 dones).. De les 5 persones inactives 2 estaven jubilades i 3 estaven classificades com a «altres inactius».
Activitats econòmiques
L'any 2000 a Pautaines-Augeville hi havia 3 explotacions agrícoles que ocupaven un total de 360 hectàrees.

## Poblacions més properes
El següent diagrama mostra les poblacions més properes.